# Námořní přístav Gdyně
Námořní přístav Gdyně (polsky Port morski Gdynia) je podle rozlohy třetím největším přístavem v Polsku. Nachází se na pobřeží Gdaňského zálivu Baltského moře, v gdyňské čtvrti Śródmieście v Pomořském vojvodství. Slouží jako obchodní a turistický přístav. V roce 2008 dosáhlo množství překládaných kontejnerů objem 610767 TEU, což uvedlo přístav na 1. místo v Polsku a 4. místo v Baltském moři. Celková plocha přístavu je 971,6 ha, ve které je zahrnuta vykládací/nakládací plocha 619,8 ha. Dynamický rozvoj přístavu zapříčinil historický velmi rychlý nárůst obyvatelstva a rozvoj města Gdyně.
Rozvoj přístavu i loděnic souvisel se situcí po První světové válce, kdy se nedaleký Gdaňsk stal svobodným městem a Polsko potřebovalo vybudovat své vlastní loděnice.

## Galerie

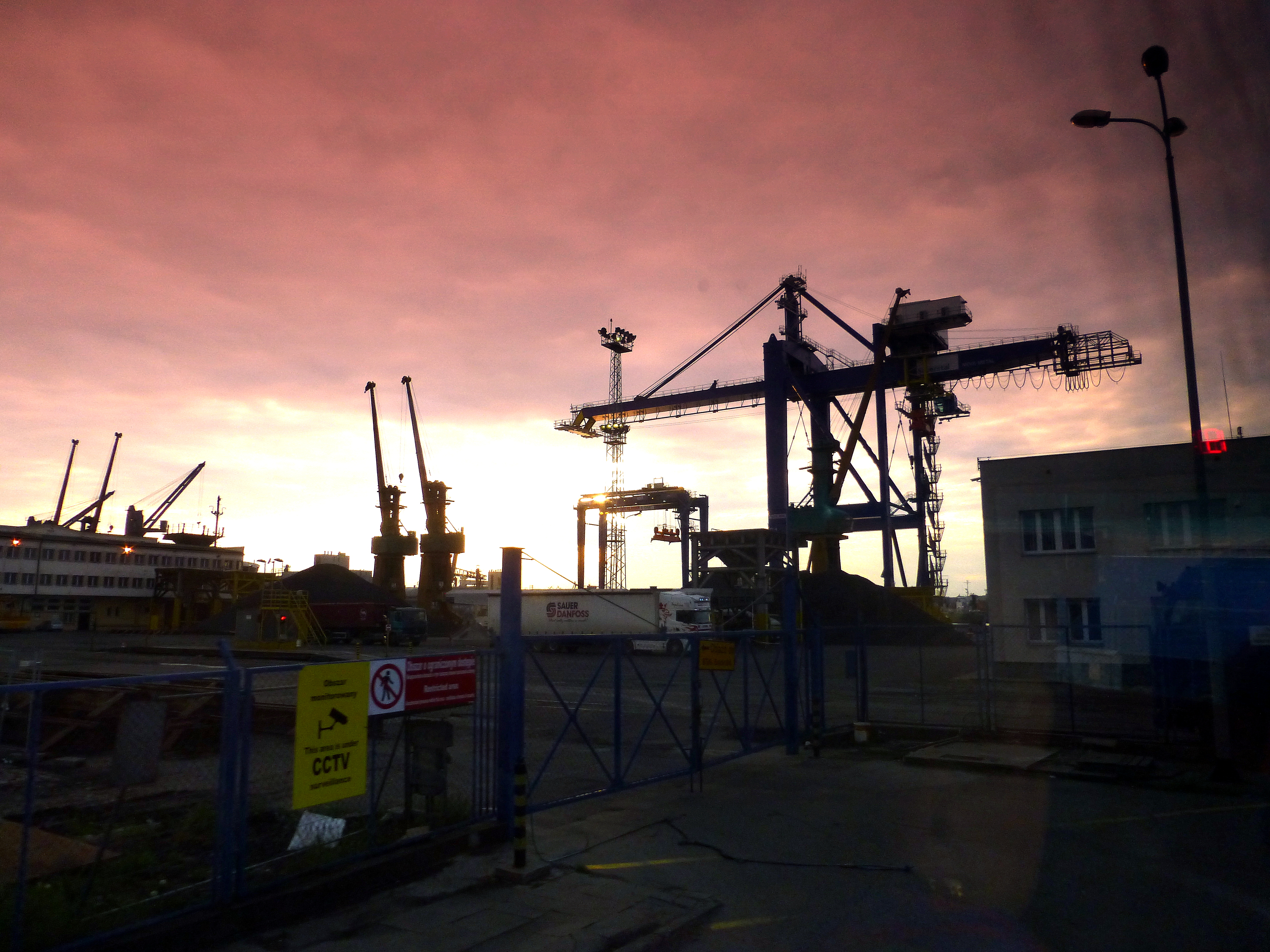
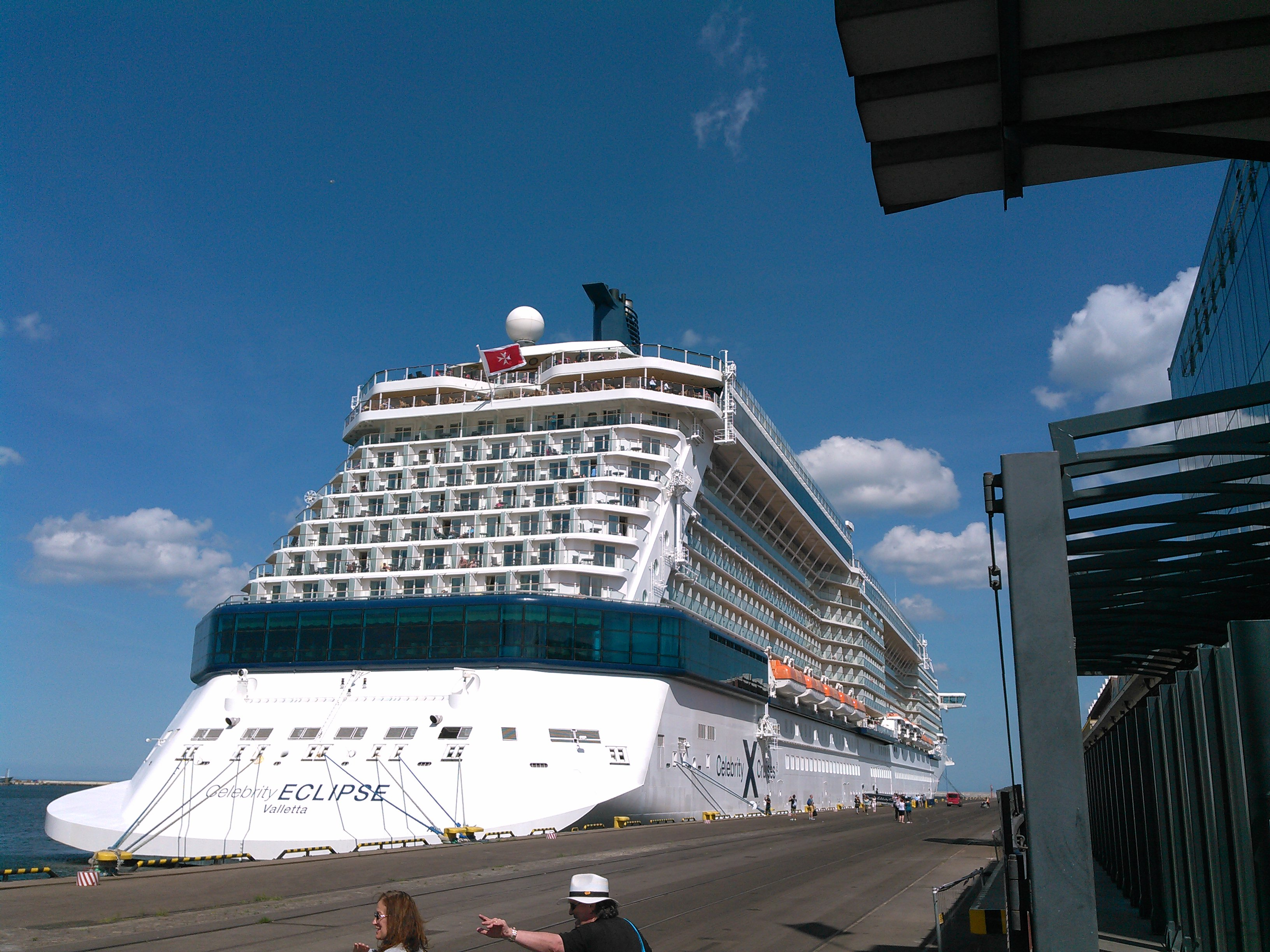
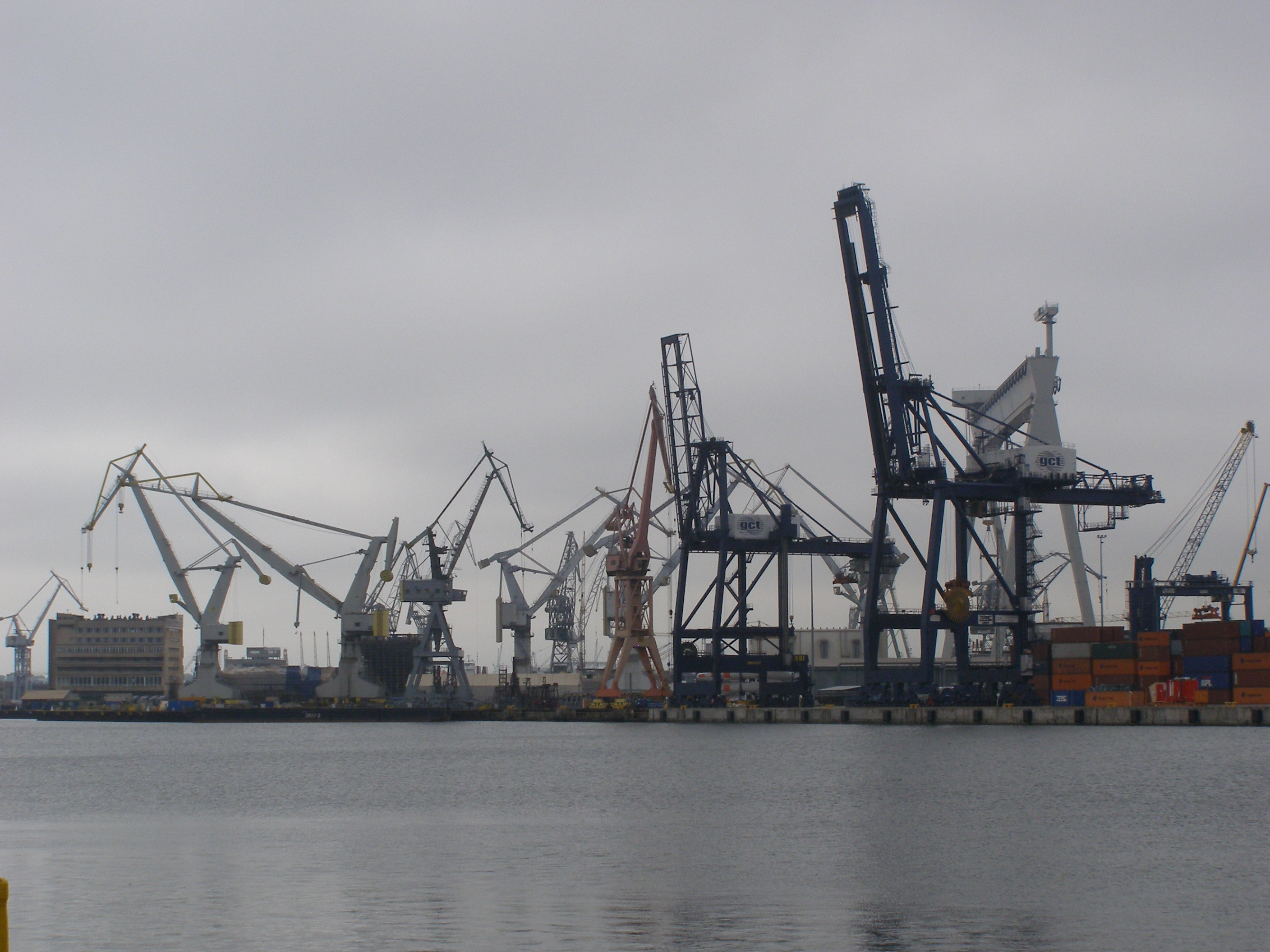